# Podul Žeželj
Podul Žeželj (în sârbă Жежељев мост, cu alfabetul latin: Žeželjev most) este un pod în arc peste Dunăre din Novi Sad, Voivodina, Serbia. Podul a fost construit inițial în 1961 și a fost distrus în timpul bombardamentelor NATO asupra Iugoslaviei din 1999. Ulterior a fost construit un nou pod care a fost deschis traficului rutier și feroviar în anul 2018.

## Istorie
Podul original Žeželj (cu o lungime de 377 metri) a fost un pod în arc construit între 1957 și 1961. El a fost proiectat de celebrul inginer civil iugoslav Branko Žeželj și construit de compania Mostogradnja. Podul a făcut legătura între zona urbană a orașului Novi Sad și orașul-satelit Petrovaradin. În cursul existenței sale, el a servit ca element de legătură a unei linii feroviare internaționale și ca drum de tranzit prin Novi Sad.

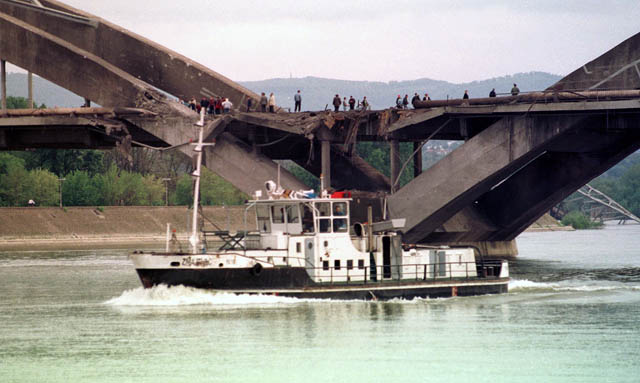
Podul original avariat în 1999 (înainte de distrugerea sa totală câteva zile mai târziu)

În cursul bombardamentelor NATO asupra Iugoslaviei, podul a fost bombardat de 12 ori. El a fost distrus definitiv la 23 aprilie 1999, fiind întreruptă astfel legătura feroviară între Belgrad și Subotica, adică între Serbia și Ungaria. Toate cele trei poduri de pe Dunăre de la Novi Sad (Podul Žeželj, Podul Varadin și Podul Libertății) au fost complet distruse în urma bombardamentelor NATO.
În anul 2000 a fost construit în apropierea podului Žeželj un pod rutier-feroviar care a servit ca înlocuitor al podului Žeželj până la construirea celui nou. Construcția noului pod Žeželj a fost amânată de mai multe ori în cursul următorilor ani.
În aprilie 2012 au început oficial, în același loc, lucrările de construcție a unui pod nou. Proiectantul principal al podului nou a fost Aleksandar Bojović, în timp ce contractantul a fost consorțiul internațional JV Azvi - Taddei - Horta Coslada. Podul nou are un aspect asemănător cu cel al podului distrus, cu excepția faptului că arcele sunt realizate din oțel și nu din beton precomprimat. Podul este format din două arce, cel mai mare fiind lung de 219 metri și înalt de 42 de metri și cel mai mic fiind lung de 177 de metri și înalt de 34 de metri.
Cele două arce ale podului Žeželj au fost conectate în octombrie 2017, la cinci ani după începerea lucrărilor de construcție și la optsprezece ani de la distrugerea podului anterior. Costul lucrărilor de construcție a ajuns în acea perioadă la suma de 51,71 milioane de euro. Construcția podului a fost finalizată în aprilie 2018, iar podul a fost deschis atunci traficului feroviar regulat. Tranzitul rutier pe pod a fost reluat la 1 septembrie 2018.

## Legături externe
- Podul Žeželj la structurae.net